# Palazzo Theodoli-Bianchelli
Il Palazzo Theodoli-Bianchelli è un edificio di Roma, situato tra via del Corso, via dell'Impresa e via del Parlamento, di fronte al convento di Santa Maria Maddalena delle Convertite. Data almeno ai primi decenni del XVI secolo e fu occupato dalla famiglia cui deve il nome fino agli inizi del XX secolo.
I lavori di ristrutturazione di alcuni locali, precedentemente adibiti ad attività commerciale, hanno rivelato una pittura murale risalente agli anni 1947-48 di Gino Severini (1883-1966), "Macchina per produrre calze", dipinta quando i locali ospitavano un negozio di abbigliamento sportivo. È un dipinto cubista che mostra una macchina con cingoli, alberi di trasmissione e ruote dentate.
L'edificio ospita alcune strutture della Camera dei deputati. In precedenza ospitava la libreria della Camera dei Deputati; al suo posto ci sono ora ambienti destinati a ospitare convegni e altri eventi. Il dipinto di Severini è stato spostato alla nuova aula dei gruppi parlamentari.